# Lobopola oraea
Lobopola oraea là một loài bướm đêm trong họ Geometridae.